# 1等艦

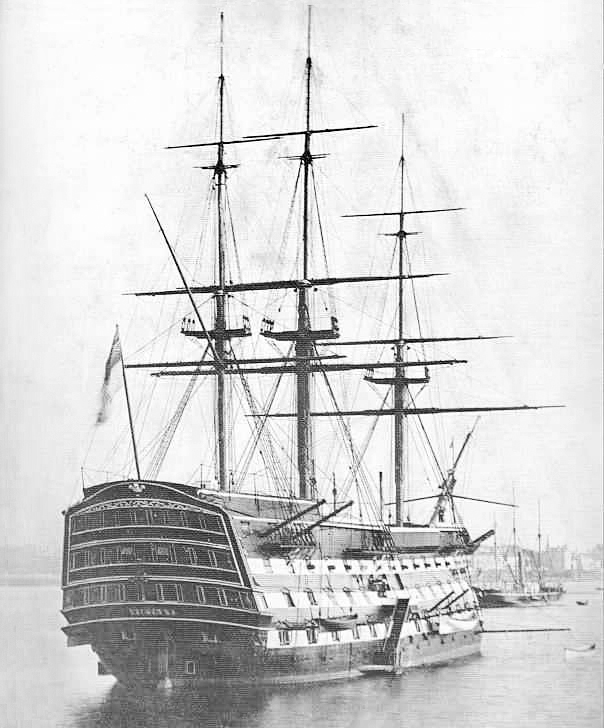
1884年の戦列艦ヴィクトリー

1等艦(first-rate)はイギリス海軍が3層の砲列に100門以上の砲を搭載した最大級の戦列艦に対して用いた分類。乗員は800名以上で2,000トンを超えていた。
等級制度の制定当初、1等艦とはちょうど砲100門を備えた艦のことだった。しかし後代になるともっと多くの砲を持つ艦を建造出来るようになったため、それらの艦も1等艦に分類されるようになった。なお等級分類に計上されている砲のほかに、1等艦はカロネードを数門搭載して近距離火力を強化していることもあった。
これらはとても強力ではあったが、鈍足で操艦が難しい傾向もあった。安定性を保つために最下層の砲列は水面にとても近い高さにあり、荒天時には下層の砲列が丸ごと使用不能になった。このような巨大な軍艦は運用経費も高価だったので、1等艦は普通提督の旗艦として使用されていた。
これらの主力艦はよく他国の同等艦と比較されるため、イギリス海軍でしか6等級の分類は使用されていなかったにもかかわらず他国で最大の艦を「1等艦」と言及することはしばしばみられる。
現存する1等艦は2隻だけである。もっとも有名で、唯一完全な状態で保存されているのがトラファルガー海戦におけるホレーショ・ネルソン提督の旗艦ヴィクトリーである。また112門艦セント・ローレンスの船体は無傷でオンタリオ湖に沈んでおり、ダイバーに人気がある。ほかに有名な1等艦としてはロイヤル・ソブリンやブリタニアが挙げられる。これはどちらも100門艦である。
史上最大の戦列艦のひとつとして知られているスペインのサンティシマ・トリニダーは140門前後の砲を備えていた。またドーファン＝ロワイヤル（ロリアン）やエタ・ド・ブルゴーニュ（オセアン）が有名なフランスのコメルス・ド・マルセイユ級戦列艦は砲118門で、サンティシマ・トリニダーよりも大きな艦体を備えていた。